# Axis: Bold as Love
Axis: Bold as Love es el segundo álbum de The Jimi Hendrix Experience, lanzado en 1967 por Track Records. 
Canciones como "Little Wing" (más tarde, la banda de Eric Clapton, Derek and the Dominos, versionaría este tema, mientras que Stevie Ray Vaughan haría lo propio, aunque en versión instrumental) son consideradas entre sus canciones más importantes, "Spanish Castle Magic" es un rock a pura vena que demuestra que Hendrix aun podía superarse así como también "Castles Made of Sand" que fue uno de los primeros ejemplos de guitarra en reversa en la historia del Rock n' Roll y "If Six Was Nine" una canción que conlleva una dualidad que hace al oyente despertar sentimientos de revolución y libertad. Este álbum se destacó por un final maravilloso con "Bold As Love" resumiendolo en una canción extraída directamente de la psicodelia de cepa pura, llegando al quinto y tercer puesto en las listas de ventas de Reino Unido y Estados Unidos respectivamente.
En 2003, en una edición especial, la revista Rolling Stone posicionó el álbum en el puesto 82 de su lista de los 500 mejores álbumes de todos los tiempos.

## Listado de temas
Todas las canciones escritas y compuestas por Jimi Hendrix. 
| Cara A |                        |          |  |
| N.º    | Título                 | Duración |  |
| 1.     | «EXP»                  | 1:53     |  |
| 2.     | «Up from the Skies»    | 2:55     |  |
| 3.     | «Spanish Castle Magic» | 3:00     |  |
| 4.     | «Wait Until Tomorrow»  | 3:00     |  |
| 5.     | «Ain't No Telling»     | 1:46     |  |
| 6.     | «Little Wing»          | 2:24     |  |
| 7.     | «If 6 was 9»           | 5:32     |  |

| Cara B |                        |          |  |
| N.º    | Título                 | Duración |  |
| 1.     | «You Got Me Floatin'»  | 2:45     |  |
| 2.     | «Castles Made of Sand» | 2:46     |  |
| 3.     | «She's So Fine»        | 2:37     |  |
| 4.     | «One Rainy Wish»       | 3:40     |  |
| 5.     | «Little Miss Lover»    | 2:20     |  |
| 6.     | «Bold As Love»         | 4:09     |  |

- Todas las canciones fueron escritas por Jimi Hendrix, excepto "She's So Fine" que fue escrita por el bajista Noel Redding.

## Personal

### The Jimi Hendrix Experience
- Jimi Hendrix: guitarra, voz, piano, bajo y flauta
- Noel Redding: bajo y voz
- Mitch Mitchell: batería, glockenspiel y voz (y entrevistador en "EXP")

### Otros músicos
- Trevor Burton: voz
- Gary Leeds: voz
- Graham Nash: voz
- Roy Wood: voz
- Chas Chandler: voz

### Producción y remasterización
- Chas Chandler: productor
- Eddie Kramer y Terry Brown: ingenieros
- Janie Hendrix y John McDermott: supervisores de remasterización
- Eddie Kramer, Joe Gastwirt y George Marino: remasterización

### Otros
- Bruce Fleming, Eddie Kramer, Gered Mankowitz, Linda McCartney, Ron Rafaelli, Leni Sinclair, David Sygall, Ed Thrasher, Baron Wolman: fotografía
- Ed Thrasher: dirección artística
- David King, Roger Law, Rob O'Connor y Smay Vision: diseño
- David King y Roger Law: diseño de tapa
- Petra Niemeier: diseño interior
- Michael Fairchild: notas

- Datos: Q616268